# La Chapelle-sur-Aveyron
La Chapelle-sur-Aveyron és un municipi francès, situat al departament del Loiret i a la regió de Centre – Vall del Loira. L'any 2007 tenia 482 habitants.

## Demografia

### Població
El 2007 la població de fet de La Chapelle-sur-Aveyron era de 482 persones. Hi havia 200 famílies, de les quals 56 eren unipersonals (20 homes vivint sols i 36 dones vivint soles), 68 parelles sense fills, 64 parelles amb fills i 12 famílies monoparentals amb fills.
La població ha evolucionat segons el següent gràfic:
Habitants censats

### Habitatges
El 2007 hi havia 267 habitatges, 205 eren l'habitatge principal de la família, 56 eren segones residències i 6 estaven desocupats. 263 eren cases i 3 eren apartaments. Dels 205 habitatges principals, 173 estaven ocupats pels seus propietaris, 26 estaven llogats i ocupats pels llogaters i 6 estaven cedits a títol gratuït; 3 tenien una cambra, 9 en tenien dues, 43 en tenien tres, 49 en tenien quatre i 101 en tenien cinc o més. 145 habitatges disposaven pel capbaix d'una plaça de pàrquing. A 92 habitatges hi havia un automòbil i a 98 n'hi havia dos o més.

### Piràmide de població
La piràmide de població per edats i sexe el 2009 era:
| Homes | Edats   | Dones |
| ----- | ------- | ----- |
| 0     | 95 o +  | 0     |
| 0     | 90 a 94 | 0     |
| 0     | 85 a 89 | 4     |
| 4     | 80 a 84 | 4     |
| 0     | 75 a 79 | 0     |
| 16    | 70 a 74 | 16    |
| 8     | 65 a 69 | 20    |
| 12    | 60 a 64 | 16    |
| 4     | 55 a 59 | 8     |
| 12    | 50 a 54 | 4     |
| 16    | 45 a 49 | 8     |
| 16    | 40 a 44 | 24    |
| 32    | 35 a 39 | 12    |
| 4     | 30 a 34 | 16    |
| 4     | 25 a 29 | 4     |
| 4     | 20 a 24 | 4     |
| 8     | 15 a 19 | 24    |
| 4     | 10 a 14 | 4     |
| 16    | 5 a 9   | 32    |
| 8     | 0 a 4   | 8     |

## Economia
El 2007 la població en edat de treballar era de 308 persones, 225 eren actives i 83 eren inactives. De les 225 persones actives 208 estaven ocupades (120 homes i 88 dones) i 17 estaven aturades (7 homes i 10 dones). De les 83 persones inactives 32 estaven jubilades, 21 estaven estudiant i 30 estaven classificades com a «altres inactius».

### Ingressos
El 2009 a La Chapelle-sur-Aveyron hi havia 211 unitats fiscals que integraven 501 persones, la mediana anual d'ingressos fiscals per persona era de 17.656 €.

### Activitats econòmiques
Dels 14 establiments que hi havia el 2007, 5 eren d'empreses de construcció, 1 d'una empresa de comerç i reparació d'automòbils, 3 d'empreses de transport, 1 d'una empresa d'hostatgeria i restauració, 1 d'una empresa immobiliària, 1 d'una empresa de serveis, 1 d'una entitat de l'administració pública i 1 d'una empresa classificada com a «altres activitats de serveis».
Dels 5 establiments de servei als particulars que hi havia el 2009, 1 era un guixaire pintor, 1 fusteria i 3 empreses de construcció.
L'any 2000 a La Chapelle-sur-Aveyron hi havia 17 explotacions agrícoles que ocupaven un total de 1.288 hectàrees.

## Equipaments sanitaris i escolars
El 2009 hi havia una escola elemental integrada dins d'un grup escolar amb les comunes properes formant una escola dispersa.

## Poblacions més properes
El següent diagrama mostra les poblacions més properes.